# SGI Fuel

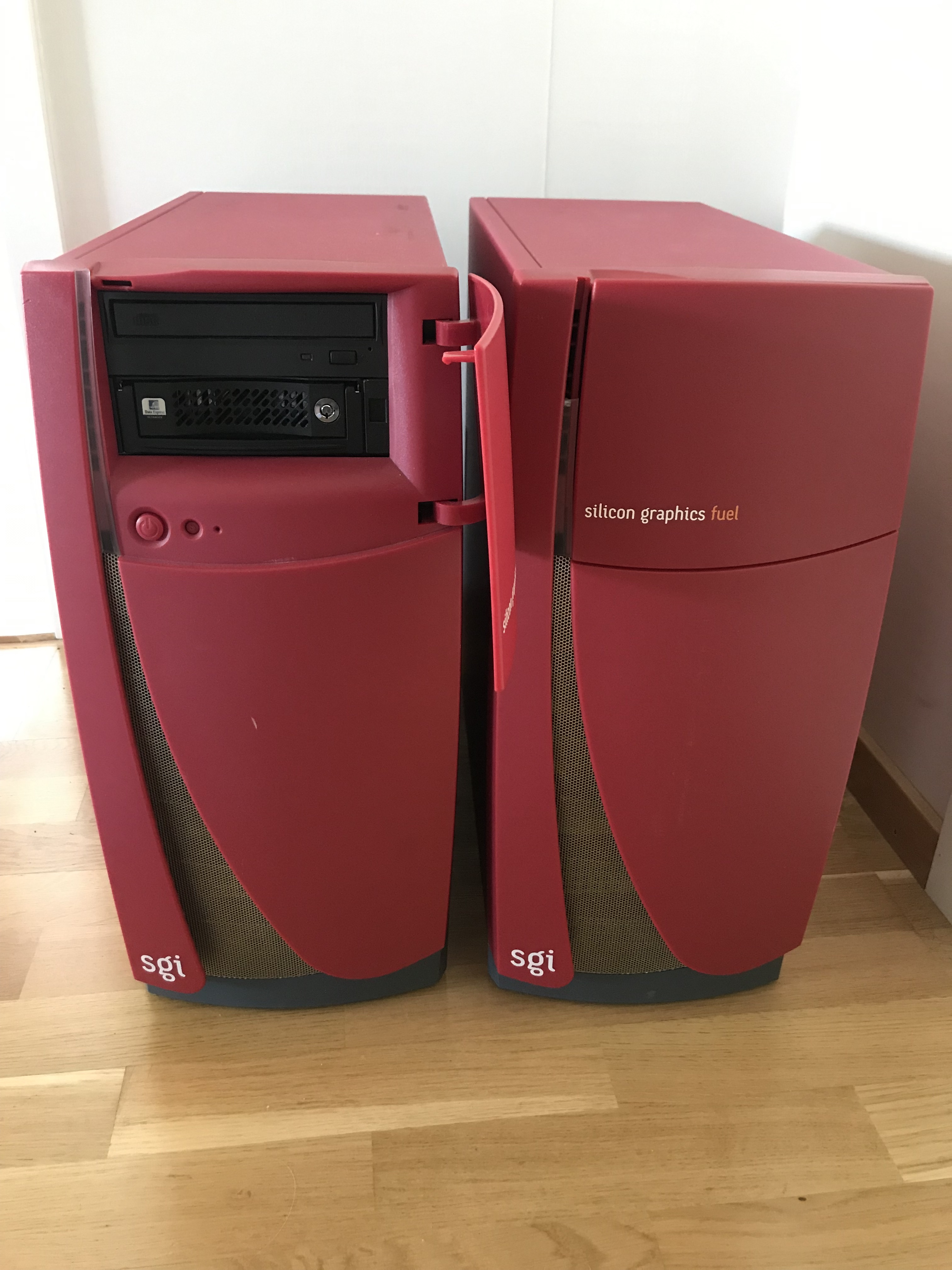
Fuel workstations

La station de travail Fuel est le dernier modèle de milieu de gamme vendu par SGI. La vente a cessé en 2006.
Son design aux courbes arrondies est caractéristique de la nouvelle gamme de ce constructeur. De couleur pourpre, elle fonctionne avec le système d'exploitation Unix du constructeur : IRIX 6.5.
Comparée à sa grande sœur, la SGI Tezro, la station Fuel est une station de travail mono-processeur.

## Domaines d'applications
La station Fuel est surtout connue pour être utilisée dans l'industrie cinématographique, pour les effets spéciaux (Shake, Flame), pour la modélisation et pour l'animation 3D (Maya, Softimage), mais elle est aussi utilisée pour la visualisation de données complexes (domaines médical, sismique, météorologique), pour la Conception Assisté par Ordinateur (CATIA), pour le design (StudioTools) et pour la simulation (analyse d'éléments finis, domaine militaire).

## Caractéristiques techniques
- microprocesseur MIPS R14000 et R16000A  de 600 à  800 MHz (architecture RISC 64 bits)
- carte graphique VPro 3D avec 32 Mo (V10) ou 128 Mo (V12) de mémoire graphique (profondeur de 12 bits par composante RGBA).
- support de deux écrans jusqu'à la résolution de 1920 × 1200 pixels aux fréquences de 60 Hz et 72 Hz.
- Bande passante de la RAM : 3.2 Go/s
- 4 ports PCI.